# Ephraim Katzir
Ephraim Katzir (tiếng Hebrew: אפרים קציר Efrayim Katsir; 16 tháng 5 năm 1916 – 30 tháng 5 năm 2009) là nhà sinh học và chính trị gia Đảng Lao động Israel. Ông là Tổng thống thứ tư của Israel từ năm 1973 đến năm 1978.